# 迪文森佐準則
迪文森佐準則（DiVincenzo's criteria）是建構量子電腦的必要條件，由理論物理學家戴维·狄文森佐（David P.DiVincenzo）於2000年提出。量子電腦是由數學家尤里·馬寧於1980年以及物理學家理查德·費曼於1982年首次提出，可作為有效模擬量子系統的工具，像是用於解決量子多體問題。
關於如何建構量子計算機的建議相當多，對於在建構量子元件時所遇到的種種挑戰，這些建議都取得了不同程度的成功。其中一些建議是使用超導量子位元、離子阱、液態和固態核磁共振或光學簇態，這些建議表明量子電腦的前景良好，但也存在阻礙其實現的問題。
迪文森佐準則由七項條件組成，實驗裝置必須符合這些條件，才得以實現如Grover的搜索演算法或Shor質因數分解演算法之類的量子演算法。前五項條件涉及量子計算本身，另外兩項條件則與實現量子通訊有關，比如量子密鑰分發中所使用的條件。我們可以證明，傳統電腦會滿足迪文森佐準則。而對傳統體系和量子體系滿足準則能力的比較，既突顯出處理量子系統時所出現的複雜性，也突顯了量子加速的起源。

## 準則說明
根據迪文森佐準則，要建造量子電腦，實驗裝置需滿足七項條件。前五項是量子電腦必要的：
1. 物理系统具有可掌控的量子位元，並具有可擴充性
2. 能夠將量子位元的狀態初始化為簡單基準狀態
3. 具有長相關退相干時間
4. 一组「通用」量子閘
5. 能夠測量特定量子位元

剩下的兩項則是量子通訊所必需的：
1. 能夠將本地量子位元和飛行量子位元互相轉換
2. 能夠準確地在兩點之間傳播飛行量子位元

## 理由
迪文森佐在多次嘗試建造量子電腦後提出了他的標準。下面描述了為什麼這些陳述很重要，並提供了範例。

### 使用特性良好的量子位元的可擴展性
大多數量子運算模型都需要使用量子位元。量子力學上，量子位元被定義為具有某些能隙的2層系統。這有時在物理上很難實現，因此我們將焦點放在原子層級的特定轉換上。無論我們選擇什麼系統，我們都要求系統幾乎總是在這兩個層次的子空間中，這樣我們就可以說它是一個特性良好的量子位元。兩個單電子量子點就是一個特性不佳系統的例子，兩個單電子量子點都有電位井，每個電位井都被其中一個或另一個電位井中的單電子所佔據，這樣的量子點可以被適當地描述為單一量子位元。然而，如果考慮到{\displaystyle |00\rangle +|11\rangle }這樣的狀態，這樣的系統就會對應到一個雙量子位元狀態。
以現今的技術，我們可以創造出擁有特性良好的量子位元的系統，但要創造出擁有任意數量特性良好的量子位元的系統，卻是一項挑戰。目前，我們面臨的最大問題之一是，我們需要呈指數級擴大的實驗裝置，才能容納更多的量子位元。量子電腦在計算數字素數因數化的經典演算法時，可以達到指數級的速度；但如果這需要指數級的大型設定，那麼我們的優勢就會消失。在使用液態核磁共振 (NMR) 的案例中，我們發現增加宏觀尺寸會導致系統初始化，讓計算量子位元處於高度混合狀態。 儘管如此，我們還是找到了一個計算模型，可以使用這些混合狀態進行計算，但這些狀態越是混合，量子測量所對應的感應信號就越弱。如果這個信號低於雜訊臨界值，解決的方法就是增加樣本的大小，以提高信號的強度；這就是液態核磁共振作為量子計算方法的不可擴展性的來源。我們可以說，當計算量子位元的數量增加時，它們的特性就會變差，直到達到一個臨界值，它們就不再有用了。

### 將量子位元初始化為簡單的假設狀態
所有量子與經典計算的模型都是基於在量子位元或比特所維持的狀態上執行操作，並測量與報告結果，而這個程序是取決於系統的初始狀態。特別是量子力學的單一性，使得量子位元的初始化變得極為重要。在許多情況下，初始化是透過讓系統量子退火至基態來完成。當您考慮量子糾錯時，這一點尤其重要，因為量子糾錯是一種執行量子過程的程序，可抵禦某些類型的雜訊，而且需要大量新初始化的量子位元，這對初始化的速度造成限制。